# Andrzej Buła

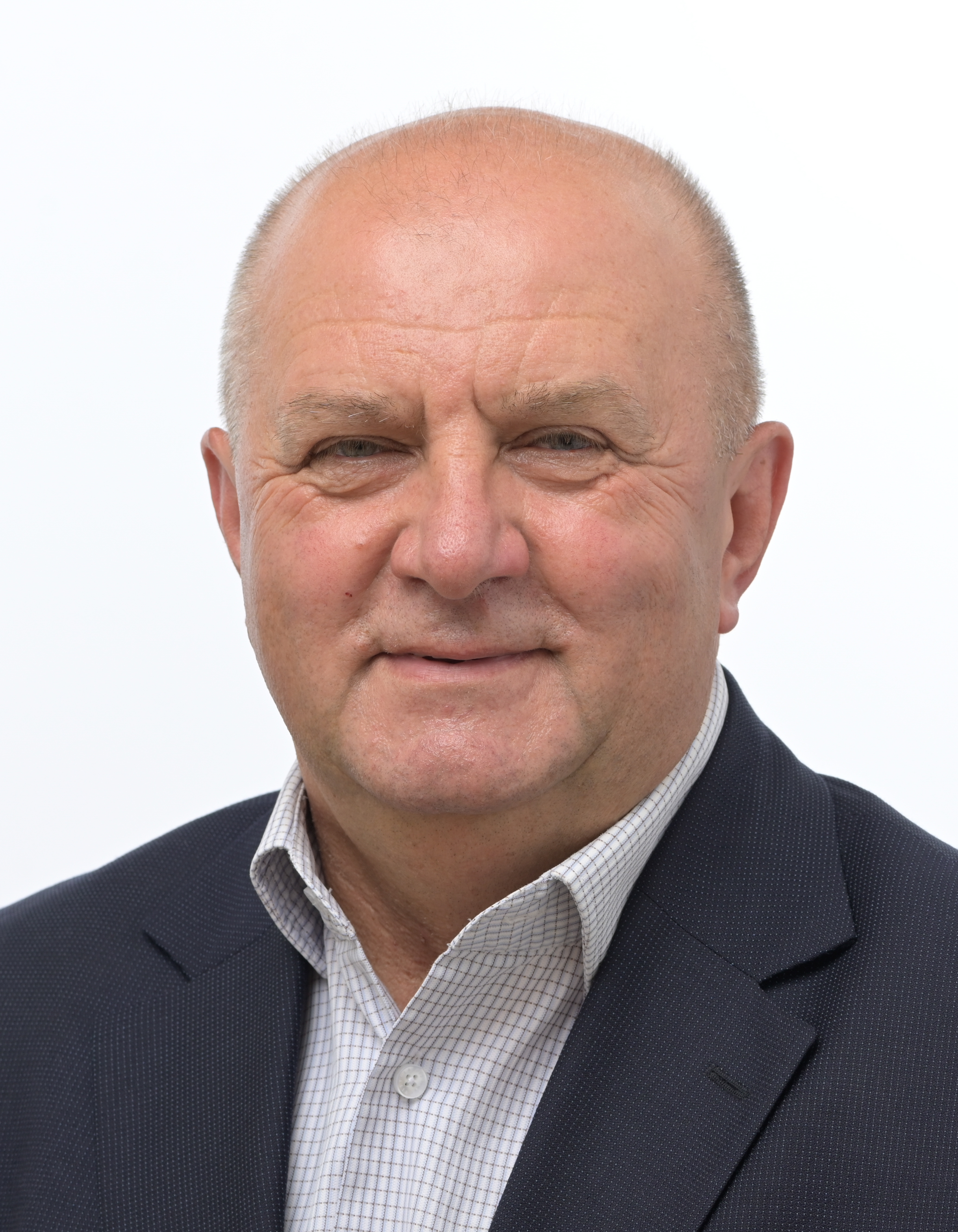
Andrzej Buła (2024)

Andrzej Buła (* 28. August 1965 in Kluczbork) ist ein polnischer Politiker und Pädagoge. Er ist Mitglied der PO. Von 2007 bis 2013 gehörte er dem Sejm in der VI. und VII. Wahlperiode an. Seit 2024 ist er Mitglied des Europäischen Parlaments. Von 2013 bis 2024 war Woiwodschaftsmarschall der Woiwodschaft Oppeln.

## Leben und Beruf
Buła schloss 1989 ein Trainerstudium an der Hochschule für Leibeserziehung Breslau ab. 2002 absolvierte er zudem ein Aufbaustudium im Bereich Sportmanagement und -organisation an der Hochschule für Leibeserziehung Posen und eines im Bereich Bildungsmanagement an der Hochschule für Management und Verwaltung Opole. Er arbeitete zwölf Jahre als Sportlehrer an ejnem Lyceum in Kluczbork und leitete ab 2003 das dortige Sport- und Freizeitzentrum.

## Politik
Andrzej Buła wurde bei den Selbstverwaltungswahlen 2006 für die Platforma Obywatelska (PO) in den Sejmik der Woiwodschaft Oppeln gewählt. Bei der Parlamentswahl 2007 wurde er erstmals in den Sejm gewählt. 2011 gelang ihm die Wiederwahl. Im November 2013 wurde er zum Woiwodschaftsmarschall von Oppeln gewählt. Bei den Selbstverwaltungswahlen 2014, 2018 und 2024 erlangte er jeweils ein Mandat im Oppelner Woiwodschaftssejmik und wurde anschließend stets als Woiwodschaftsmarschall wiedergewählt. Nachdem er bei der Europawahl 2019 auf der Liste der Koalicja Europejska noch ein Mandat verpasst hatte, wurde er bei der Europawahl 2024 auf der Liste der Koalicja Obywatelska (an beiden Wahlbündnissen hatte sich die PO beteiligt) in das Europaparlament gewählt. Dort gehört er der Fraktion der Europäischen Volkspartei (Christdemokraten) an. Er ist in der 10. Legislaturperiode (2024–2029) Mitglied im Ausschuss für Beschäftigung und soziale Angelegenheiten sowie stellvertretendes Mitglied im Ausschuss für Binnenmarkt und Verbraucherschutz und im Ausschuss für regionale Entwicklung.

## Ehrungen
Buła wurde 2023 zum Ehrenbürger der Gmina Korfantów ernannt.